# ريشون لتسيون
رِيشُون لِتْسِيُون (بالعبرية: רִאשׁוֹן לְצִיּוֹן؛ معناه: الأوّل إلى صهيون) هي مدينة أقامها الاحتلال الإسرائيلي على بلدة عُيُون قَارَة الفلسطينية المهجَّرة جنوب تل أبيب، في قضاء يافا المحتلّ، وهي اليوم خاضعة لإدارة المنطقة الوسطى وجزء من منطقة جُوش دان الحضرية. شهدت عام 1990 مجزرة عيون قارة التي قتل فيها سبعة فلسطينيين. تعد رابع مدن إسرائيل من حيث عدد السكان حيث بلغ عدد سكانها 221500 نسمة عام 2006. مساحتها 59 كم2. تأسست المدينة في 31 يوليو 1882 بواسطة مجموعة أحباء صهيون من خاركوف بأوكرانيا. اسم المدينة يعني «قلت (أنا) أولاً لصهيون»، والعبارة مأخوذة من سفر أشعياء الإصحاح الحادي والأربعين، الآية 27، من العهد القديم للكتاب المقدس.
أقامت ريشون لتسيون توأمة مع مدينة مونستر الألمانية عام 1981، بعد أن بدأت أول الروابط على الصعيد الرياضي سنة 1971. رغم الاختلاف الكبير بين المدينتين من حيث التاريخ، حيث يبلغ عمر ريشون لتسيون مجرد 100 سنة، في حين يزيد عمر مونستر عن 1200. لكن المدينتين تمثلان مركزين إداريين. ومع ذلك فقد نمى اهتمام متبادل في مجالات الصداقة والمساعدة والدعم. قصفت كتائب القسام المدينة بصاروخ فجر 5 خلال معركة حجارة السجيل.

## أصل التسمية
يعود اسم ريشون لتسيون إلى سورة من تناخ: «هم الأولى إلى صهيون، ولسوف أبشرهم بالقدس» وأسم ريشون لتسيون يترجم حرفيا إلى «الأول إلى صهيون».

## التاريخ
تأسست مسنوطنة ريشون لتسيون (الأولى لصهيون) تأسست عام 1882م. وقد أقيمت على أراضي القرية العربية عيون قارة بمساحة 3340 دونم على بعد حوالي 12.5 كم جنوب مدينة يافا.
كانت ملكية أرض تعود للأخوين الغائبين مصطفى وموسى أبناء عبد الله علي الدجاني من مدينة يافا. ولما أعلن المسؤولون المحليون تقصير فلاحي القرية في تسديد الضرائب، حجزت السلطات العثمانية على الأراضي بأمر من المحكمة، وطرحتها للبيع بالمزاد العلني. حاول المهاجر الصهيوني الروسي زلمان دفيد لفونتين شراءها لكن الحاكم منعه من ذلك تنفيذا لأمر الحكومة في اسطنبول الذي يمنع بيع الاراضي العربية الى اليهود. ورسى المزاد على نائب القنصل البريطاني وحاخام اليهود في يافا حاييم أمزلاغ فابتاع الأرض إسمياً من الحكومة، فقد كان وكيلاً سرياً لعشرة مشترين يهود منهم تسفي ودفيد لفونتين. وإثر انتفاض الفلاحين ألغى الحاكم العثماني للمنطقة الصفقة وأعاد الأمور إلى سابق عهدها. ثم أعيد بيعها مرة أخرى إلى ذات القنصل بأموال الصهاينة بسعر 15 فرنك للدونم الواحد. وقام المالك الجديد بتحويل الأرض إلى ملكية جمعية محبة صهيون. ولم تلبث المستوطنة أن أخذت تتوسع بابتياع أراض جديدة إلى الغرب باتجاه البحر.
وبحسب ماروم، قدمت عيون قارة منصة انطلاق مناسبة لمبادرات شراء الأراضي المبكرة التي شكلت نمط الاستيطان الصهيوني حتى بداية الانتداب البريطاني". ووقّع أمزالغ إقرارًا للمستوطنين ينص على أن أيًا من المباني الموجودة على هذه الأرض لن يكون ملكًا له أبدًا.
تأسست مستوطنة ريشون لتسيون في 31 يوليو 1882، على يد عشرة من رواد هوفي صهيون من خاركيف بأوكرانيا (الإمبراطورية الروسية آنذاك) برئاسة لفونتين. كان روفين يودليفيتش أيضًا عضوًا في المجموعة.

## توأمة

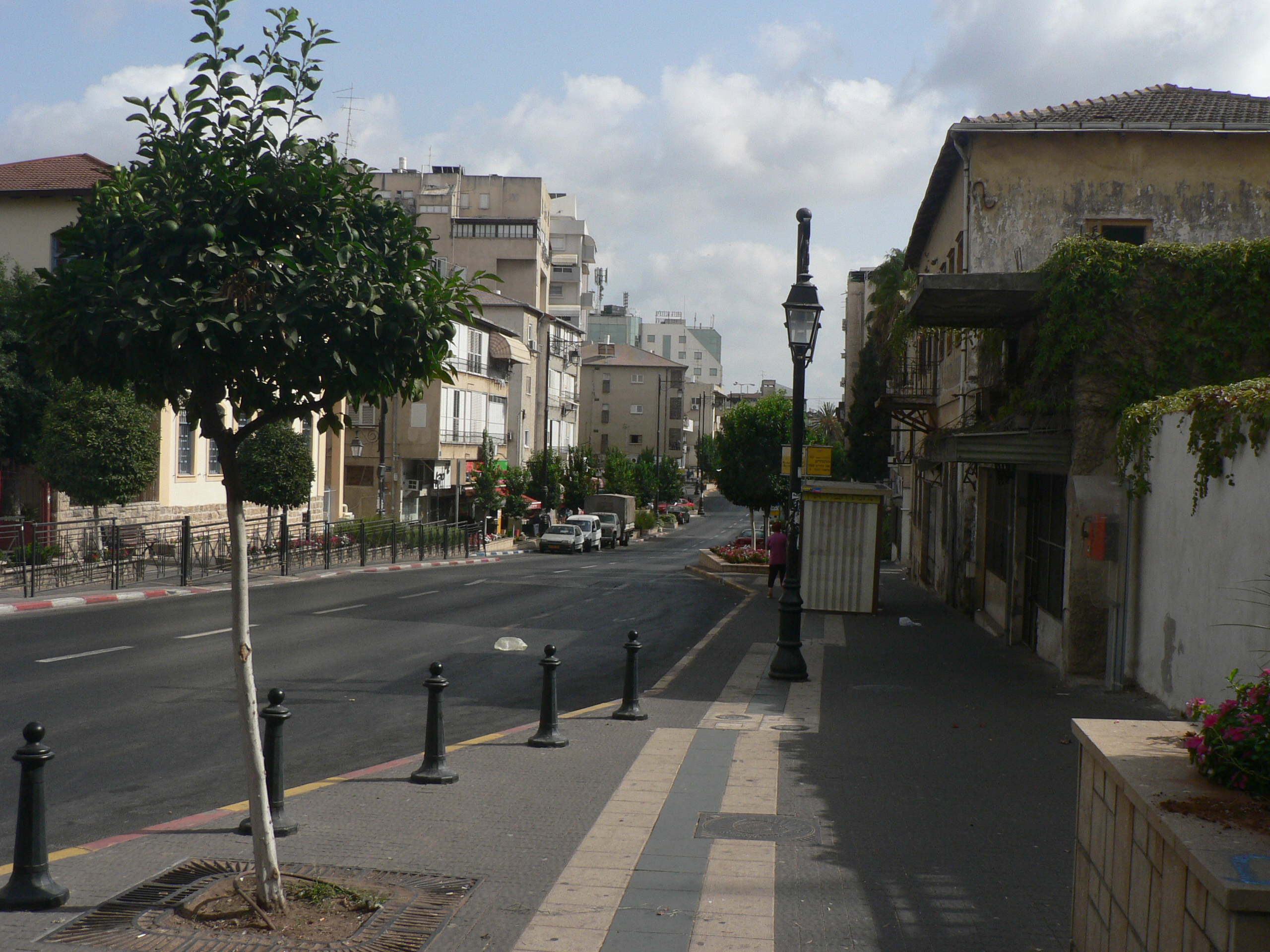
شارع إخاد هام.

لريشون لتسيون اتفاقيات توأمة مع كل من:
- نيم (1986 -)
- مونستر
- لوبلين
- تيانجين
- دبرتسن
- براشوف
- مقاطعة إسكس
- قوندر
- هيرينفين  [لغات أخرى]‏
- بريشوف
- سانت بطرسبرغ
- تيرامو
- مقاطعة برينس جورج
- خاركيف
- لفيف
- هيرينفين

## أعلام
- أومير داماري
- زوهر أرجوف
- رام بيرغمان
- إسرائيل كيسار
- تال بن حاييم
- إيران زاهافي
- رامي غيرشون